# Брисани простор (албум)
Брисани простор је двоструки ЕП албум групе Rundek & Ekipa. Албум садржи 10 песама од којих су хитови "Мила", "Тко су ови људи" и "Вољети стварно".
Албум је изашао 2020. године у издању Менарта.

## Позадина
Група је основана крајем 2010-их. Група издаје сниглове Барбара и Пјешчане олује. У међувремену, Рундек остварује са SASSJA и Андрејом. 
Такође, Рундек је одржао концерте у Нишу, Новом Саду, Панчеву, Крагујевцу, Београду, Шапцу, Осијеку, Љубљани, Скопљу, Њујорку итд.

## Албум
Целина Брисаног простора испричана је кроз две приче: "До" и "Од", које се међусобно допуњују и слушалац може да бира њихов редослед. Ликови у тим причама су на брисаном простору између краја и почетка, пренули су се и у њима одјекује свет на прекретници. Они на интиман начин говоре о глобалном, на лични начин говоре о универзалном, на специфичан начин говоре о општем. Брисани простор у целини садржајно јако резонира с временом и турбуленцијама које дрмају садашњи тренутак.
Версатилни музички рукопис је немогуће дефинисати или систематизовати. Један од нових (старих) трикова јесу експериментална ткања Рундекове електричне гитаре, чија дисторзија фино боји у емотивним валерима душевних странпутица. У том смислу, ово није ни тематски ни концептуални албум.

## Списак песама
| №  | Назив              | Трајање |  |
| 1. | Зову те            | 4:07    |  |
| 2. | Ко дух             | 4:48    |  |
| 3. | Тко су сви ти људи | 3:31    |  |
| 4. | Мила               | 5:12    |  |
| 5. | Вољети стварно     | 5:01    |  |

| №  | Назив           | Трајање |  |
| 1. | Sex епилог      | 2:40    |  |
| 2. | Новчић за срећу | 3:23    |  |
| 3. | New World       | 3:46    |  |
| 4. | Биљка расте     | 5:04    |  |
| 5. | Унутарњи глас   | 3:02    |  |

## Топ листе

### Недељна листа
| Листа     | Највиша позиција |
| --------- | ---------------- |
| ХР Топ 40 | 1                |

| Листа     | Највиша позиција |
| --------- | ---------------- |
| ХР Топ 40 | 3                |